# مرگ در بعد از ظهر
مرگ در بعد از ظهر نام یک کتاب ادبی است که توسط ارنست همینگوی، نویسندهٔ اهل ایالات متحده آمریکا نوشته شده‌است.
در بخشی از کتاب همینگوی در مورد گاوبازی تورئو در بیان درست یا نادرست بودن آن چنین نوشته‌است: «من فقط این را می‌دانم که کارخوب، کاری است که بعد از آن احساس خوبی از خود داشته‌باشی و کار بد آنی هست که بعد از انجامش احساس بدی به‌تو دست بدهد».این کتاب درسال1395توسط سر کار خانم سحر محمد بیگی به فارسی ترجمه شد.